# NGC 4863
NGC 4863 est une galaxie lenticulaire située dans la constellation de la Vierge. Sa vitesse par rapport au fond diffus cosmologique est de 4 716 ± 51 km/s, ce qui correspond à une distance de Hubble de 69,6 ± 4,9 Mpc (∼227 millions d'al). NGC 4863 a été découverte par l'astronome américain Francis Leavenworth en 1886.

## Groupe de NGC 4783
NGC 4863 fait partie d'un trio de galaxies, le groupe de NGC 4783. L'autre galaxie du trio  est NGC 4825.